# Cucurbitella asperata
Cucurbitella asperata är en gurkväxtart som först beskrevs av John Gillies, William Jackson Hooker och Arn., och fick sitt nu gällande namn av Wilhelm Gerhard Walpers. Cucurbitella asperata ingår i släktet Cucurbitella, och familjen gurkväxter. Inga underarter finns listade i Catalogue of Life.